# Cabezuela
Cabezuela er en by og kommune i det centrale Spanien i provinsen Segovia. Den har et indbyggertal på 656 (2024) indbyggere.